# Spino notata
Spino notata är en insektsart som först beskrevs av Fowler 1904.  Spino notata ingår i släktet Spino och familjen vedstritar. Inga underarter finns listade i Catalogue of Life.